# Stoer
Stoer (Schots-Gaelisch: An Stòr) is een plaats in de Schotse Hooglanden in het historisch graafschap Sutherland en ligt ongeveer 8 kilometer van Lochinver.
In de buurt van Stoer ligt de Clachtoll Broch, en een stack, Old Man of Stoer.